# NGC 1196
NGC 1196 ist eine linsenförmige Galaxie vom Hubble-Typ SB0 im Sternbild Eridanus am Südsternhimmel. Sie ist schätzungsweise 149 Millionen Lichtjahre von der Milchstraße entfernt und hat einen Durchmesser von etwa 60.000 Lichtjahren. Gemeinsam mit NGC 1195 bildet sie das Galaxienpaar Holm 65.

Im selben Himmelsareal befinden sich u. a. die Galaxien NGC 1200, NGC 1204, IC 285, IC 287.
Das Objekt wurde am 22. November 1835 vom britischen Astronomen John Herschel entdeckt.